# Garegin Srvandztiants

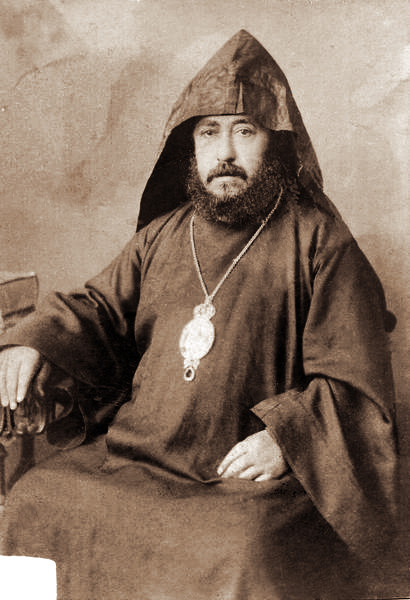
Garegin Srvandztiants

Garegin o Karekin Srvandztiants (en armenio: Գարեգին Սրուանձտեանց o Սրուանձտեան; 17 de noviembre de 1840 – 17 de noviembre de 1892) fue un filólogo, folclorista, etnógrafo y eclesiástico armenio.

## Biografía
Karekin Srvandztiants nació en Van en el Imperio otomano en 1840. Fue tío del comandante militar Hamazasp Srvandztyan. Srvandztiants fue educado en el seminario del monasterio de Varagavank bajo la mentoría de Mkrtich Khrimian, una célebre figura religiosa en Armenia. Bajo su tutela, Srvandztiants visitó Armenia Oriental (también sabido como la Armenia rusa) dónde estudió las condiciones de vida y las características culturales de la población local. En 1862 viajó con Khrimian al Monasterio de Surb Karapet, cerca de Muş, donde editó la revista El Aguilucho de Taron. Srvandztiants fue ordenado sacerdote célibe en 1864 en la ciudad de Erzurum (conocido en Armenia como Garin). En 1866, dos años después de ser ordenado, Srvandztiants viajó a Constantinopla donde continuó su sacerdocio y su figura comunitaria. Un año después, regresó a Erzurum donde comenzó a supervisar las escuelas armenia de la zona. Después, se le encomendó la tarea de llevar a bado las reformas de la nuevamente redactada Constitución Nacional de Armenia. Fue nombrado jefe del monasterio de Surb Karapet, donde ejercerá su cargo durante varios años. Tras la guerra ruso-turca (1877–1878), los derechos de los armenios fueron garantizados en el Artículo 16 del Tratado de San Stefano, estipulando que las fuerzas rusas que ocupaban provincias pobladas por armenios, ubicadas al este del Imperio otomano, se retirarían solamente si se implementaban aquellas reformas. Posteriormente, Srvandztiants se encargó de recopilar datos e información de la población armenia en las provincias orientales e informar al Patriarca de Constantinopla. Mientras tanto, sin embargo, Srvandztiants documentó también numerosas historias orales y recopiló muchos ejemplos de folclore épico, que se había transmitido oralmente durante generaciones.

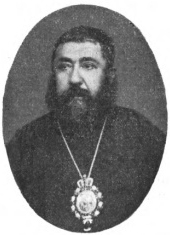
Fotografía de Srvandztiants, siendo publicada en el Anuario de Todos de Teotig.

En 1886, Srvandztiants fue a Echmiatzin, donde fue  consagrado como obispo y enviado a Trebisonda tan prelado. Bajo la sospecha de tener simpatías nacionalistas, Srvandztiants fue fuertemente monitoreado por el gobierno otomano. Fue posteriormente enviado a Constantinopla, donde fue controlado con mayor facibilidad. Enseñó en la Escuela de Getronagan y fue sacerdote en la Iglesia de la Santísima Trinidad, ubicada en el distrito de Beyoğlu. Srvandztiants fue honrado por la Academia Imperial de las Artes de San Petersburgo.

## Obra literaria
En 1874 Srvandztiants fue la primera persona en publicar y sacar a la luz, una versión de la epopeya nacional de Armenia titulada Los Temerarios de Sassoun. Esta obra fue relatada por un aldeano de Muş, quién le contó la historia 3 días antes de la publicación. También publicó otros libros etnográficos.
Srvandztiants creía que los armenios podían vencer todas sus dificultades de la vida por medio de la unidad. Esto fue ejemplificado cuándo escribió en 1869: «Si los armenios de Muş fueran verdaderamente armenios y seres humanos, ¿por qué permitieron que los kurdos saqueasen sus hogares y pertenencias, les arrebaten sus ingresos, y contaminen su honor? Son masacrados constantemente. Se están muriendo. Dejen que al menos hagan algo y den sentido tanto a sus vidas como a sus muertes».